# روب بيرنت (لاعب كرة قدم أمريكية)
روب بيرنت (بالإنجليزية: Rob Burnett)‏ هو لاعب كرة قدم أمريكية أمريكي، ولد في 27 أغسطس 1967 في إيست أورانج في الولايات المتحدة.

## وصلات خارجية
- روب بيرنت على موقع مرجع كرة القدم المحترفة.كوم (الإنجليزية)